# طوائف إثنية

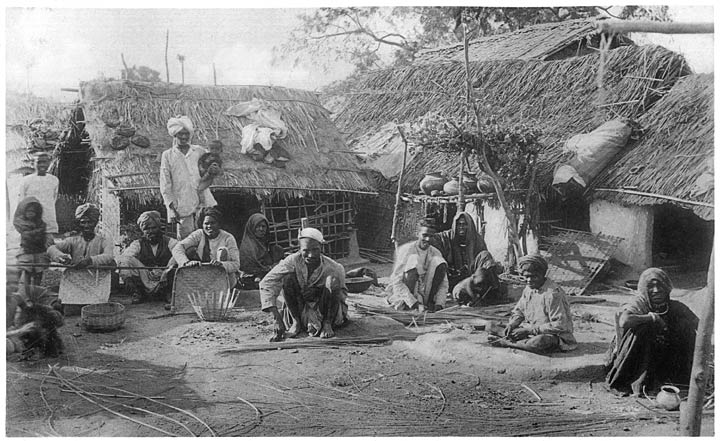
طائفة "باسور" هي طائفة هندية في ولاية أوتار براديش، اشتهرت بنسيج الخيزران لعمل السلال.(1916)

الطائفة الإثنية (بالإنجليزية caste) هي شكل من الطبقات الاجتماعية تتميز بزواج الأقارب وتوارث نمط الحياة التي غالبا ما تتضمن المهنة، والمكانة في التسلسل الهرمي الاجتماعي، والاستبعاد. وهي تطور متطرف لنظام الطبقات الاجتماعية الراسخة قانونياً، وأيضاً بزوجات متوارثة، مثل نظام أوروبا الإقطاعية. على الرغم من وجود نظم طبقية في مناطق مختلفة إلا أن مثاله الإثنوغرافي النموذجي هو تقسيم المجتمع الهندي إلى مجموعات اجتماعية جامدة، ذات جذور في تاريخ الهند القديم وتستمر حتى اليوم. يستخدم أحيانًا كأساس مناظر لدراسة التقسيمات الاجتماعية الشبيهة بالطبقات الموجودة خارج الهند. في علم الأحياء، يتم تطبيق هذا المصطلح على دور الطبقية في الحيوانات الاجتماعية مثل النمل والنمل الأبيض، على الرغم من أن القياس غير مثالي لأن هذه تنطوي أيضًا على تكاثر طبقي للغاية.

## أصل المصطلح
يرجع أصل مصطلح "caste" إلى الكلمة الإسبانية والبرتغالية casta والتي تعني (طبقا لقاموس جون مينشو الإسباني) «العرق أو السلالة». عندما استعمر الإسبان العالم الجديد، استخدموا هذه الكلمة على أنها تعني «قبيلة أو سلالة». إلا أن البرتغاليين كانوا أول من استخدموا كلمة casta بمعناها الحديث كما في الكلمة الإنجليزية caste عندما استخدموها مع آلاف المجموعات الاجتماعية الهندية التي كانت تتميز بالزواج فيما بينها والتي واجهوها عند وصولهم إلى الهند في 1498، كامتداد مباشر لمفهوم casta في البرتغالية المعاصرة. ظهر استخدام كلمة caste بالمعنى الحديث في اللغة الإنجليزية لأول مرة في 1613.

## في جنوب آسيا

### الهند
ويستند نظام الطبقات في الهند على التراكب-الاصطناعي لتصنيف نظري من أربعة أضعاف يطلق عليه فارنا على التجمعات الاجتماعية الطبيعية المسماة جاتي. نظام فارناس في النصوص الهندوسية القديمة يُقسم المجتمع إلى أربعة أصناف: البراهمة (العلماء والكهنة ياجنا)، الكشاتريا (الحكام والمحاربين)، Vaishyas (المزارعين والتجار والحرفيين) وشودراس (العمال / مقدمي الخدمات). لا تذكر النصوص أي فئة منفصلة لا يمكن المساس بها في تصنيف فارنا. يعتقد العلماء أن نظام فارناس لم يكن أبداً فعالاً في المجتمع ولا يوجد دليل على كونه حقيقة في التاريخ الهندي. كان التقسيم العملي للمجتمع دائمًا من حيث «مجموعات الولادة» (Jātis)، التي لا تستند إلى أي مبدأ محدد، ولكن يمكن أن تختلف من أصول عرقية إلى مهن إلى مناطق جغرافية. كانت تلك المجموعات تتزاوج فيما بينها بدون تسلسل هرمي ثابت ولكن وفق مفاهيم غامضة من الرتب على أساس نمط الحياة والوضع الاجتماعي أو السياسي أو الاقتصادي. العديد من الأسر الرئيسية في الهند مثل مورياس  ، شاليفاناز  ، شالوكياس  ، كاكاتياس  وآخرين كثيرين، تم تأسيسها من قبل أشخاص كانوا قد تم تصنيفهم على أنهم من العمال (Shudras)، وفق نظام فارناس. من الثابت أنه بحلول القرن التاسع، احتل ملوك من جميع الطبقات الأربعة، بما في ذلك البراهمة وVaishyas ، أعلى المقاعد في النظام الملكي في الهند الهندوسية، وهذا يُخالف نظرية فارنا. في العديد من الحالات تاريخياً، كما هو الحال في البنغال، كان الملوك والحكام من طبقة تتوسط ترتيب الجاتيس، التي قد تكون بالآلاف في جميع أنحاء شبه القارة وتختلف حسب المنطقة.
بدءا من تعداد الاستعمار البريطاني عام 1901 بقيادة هربرت هوب ريسلي، تم تجميع جميع الjātis تحت الفئات النظرية للفارناس. ووفقًا لعالم العلوم السياسية لويد رودولف، فقد اعتقد ريسلي أن نظام فارنا ، مهما كان عتيقًا ، يمكن تطبيقه على جميع الطبقات الحديثة الموجودة في الهند، وأنه يمكن تحديد هوية مئات الملايين من الهنود بهذا النظام". في محاولة لترتيب الطبقات المختلفة في ترتيب الأسبقية، كان التجمّع وفق الوظيفية يعتمد -بدرجة أقل- على المهنة الحالية مقارنةً بالمهنة التقليدية، أو الذي أدى إلى تمييزه عن بقية المجتمع. "هذا الفعل أزال الهنود من تقدم التاريخ وأدانهم إلى وضع ومكان لا يتغير مع الزمن. من ناحية أخرى، ومما يدعو للسخرية أن البريطانيين الذين يتهمون باستمرار الشعب الهندي بامتلاك مجتمع ثابت، يجب أن يفرضوا بناءًا يحرم التقدم".

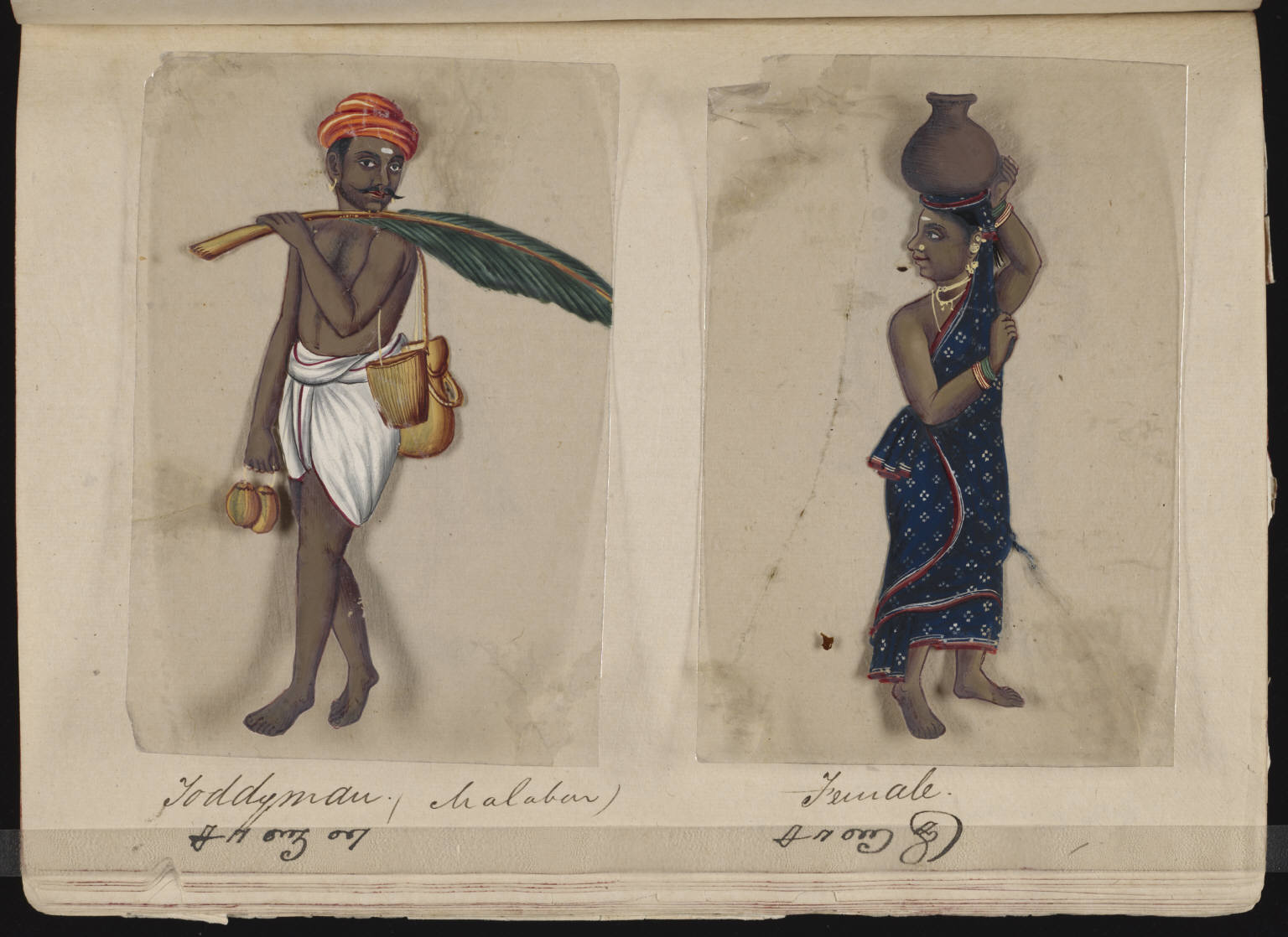
صفحة من المخطوطة "سبعة وعشرين عينة من الطوائف في الهند"، والتي تتكون من 72 صورة ملونة مرسومة يدويا لرجال ونساء من مختلف الديانات، والمهن والمجموعات العرقية الموجودة في مادورا ، بالهند في عام 1837، مما يؤكد الإدراك الشائع وطبيعة الطائفة مثل جاتي، قبل أن يجعل البريطانيون ذلك ينطبق فقط على الهندوس وفق فئات فارنا من تعداد عام 1901 فصاعدا.

### نيبال
يشبه النظام الطبقي النيبالي نظام الجاتية (jāti) الهندي. لكن نظرا لاختلاف الثقافة والمجتمع فإن بعض الأشياء مختلفة. تؤكد النقوش بداية نظام الطبقات خلال فترة مملكة Licchavi . صنف جاياسثيتا مالا (1382-1395) في 64 طبقة (Gellner 2001). تم إجراء مماثل خلال فترة حكم ماهيندرا مالا (1506-1575). تم لاحقاً إعداد القانون الاجتماعي الهندوسي في جورخا بواسطة رام شاه (1603-1636).

### باكستان
يدعي McKim Marriott أن هناك تقسيم الطبقات الاجتماعية بصورة هرمية مغلقة، بها تزاوج وراثي هو السائد على نطاق واسع، لا سيما في الأجزاء الغربية من باكستان. اقترح فريدريك بارث في استعراضه لهذا النظام الطبقي الاجتماعي في باكستان أن هذه هي طوائف إثنية.

### سيريلانكا
النظام الطبقي في سري لانكا هو تقسيم المجتمع إلى طبقات،  تتأثر كتاب varnas ونظام JATI وجدت في الهند. تُظهر النصوص السريلانكية القديمة مثل Pujavaliya ، وSadharmaratnavaliya وYogaratnakaraya والدليل الإنشائي أن التسلسل الهرمي السابق ساد طوال الفترة الإقطاعية. إن تكرار نفس التسلسل الهرمي للطوائف حتى في القرن الثامن عشر، في الحقبة البريطانية / كاندية، كادايمبوث - الكتب الحدودية، يشير إلى استمرار التقليد حتى نهاية النظام الملكي السريلانكي.

## جنوب شرق آسيا

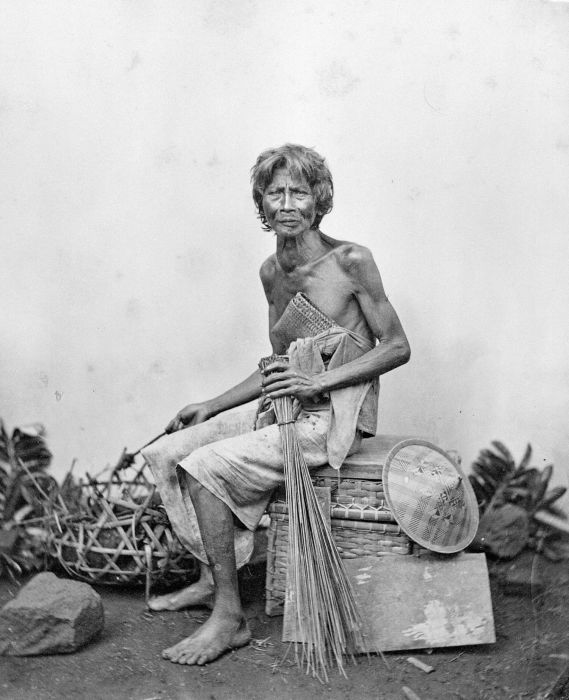
رجل من طائفة سودرا من بالي. صورة فوتوغرافية من عام 1870، بإذن من متحف تروبين، هولندا.

### أندونيسيا
وقد تم وصف بنية الطبقات في بالي في الأدب الأوروبي في أوائل القرن العشرين على أساس ثلاث فئات - triwangsa (ولد ثلاث مرات) أو النبلاء، dwijāti (مرتين ولد) وأخيرا ekajāti (ولد مرة واحدة) من عامة الناس. تم تحديد أربع حالات في هذه الدراسات الاجتماعية، التي تختلف مسمياتها (هجاءها) قليلاً عن فئات الطبقات في الهند.
- Brahmin Brahminas – Priest priest
- Satrias – Knight knighthood
- Wesias – commerce
- Sudras – servitude

كما تم تقسيم طبقة براهمانا من قبل هؤلاء الإثنوغرافيين الهولنديين إلى قسمين: سيوة وبودا. تنقسم طبقة سيوة إلى خمسة: كيمنوه، كينيتن، ماس، مانوبا وبيتابان. كان هذا التصنيف لاستيعاب الزواج المرصود بين رجال الطبقة العليا في البراهمانا مع نساء الطبقات الدنيا. كذلك تم تصنيف الطبقات الأخرى بشكلٍ فرعيٍ من قبل الإثنوغرافيين في القرن التاسع عشر وأوائل القرن العشرين بناءً على العديد من المعايير التي تتراوح بين المهنة، أو زواج الأقارب أو الزوجات أو تعدد الزوجات، ومجموعة من العوامل الأخرى بطريقة مماثلة للطبقات في المستعمرات الإسبانية. مثل المكسيك، ودراسات النظام الطبقي في المستعمرات البريطانية مثل الهند.

## شرق اسيا

### الصين ومنغوليا
خلال فترة حكم أسرة يوان، فرض الحاكم قوبلاي خان نظامًا من طبقات أرابعة ، والذي كان نظامًا قانونيا للطوائف. وكان ترتيب الطبقات الأربعة تنازليا هو:
- المنغوليون
- شعب سيمو
- شعب هان (في المناطق الشمالية من الصين)
- الجنوبيون (سكان سلالة سونغ الجنوبية السابقة)

اليوم، يعتبر نظام Hukou من قبل مصادر مختلفة مثل النظام الطبقي الحالي للصين.
هناك أيضا جدل كبير حول الطبقات الاجتماعية في التبت، وخاصة فيما يتعلق الجدول حول القنانة في التبت.

### اليابان

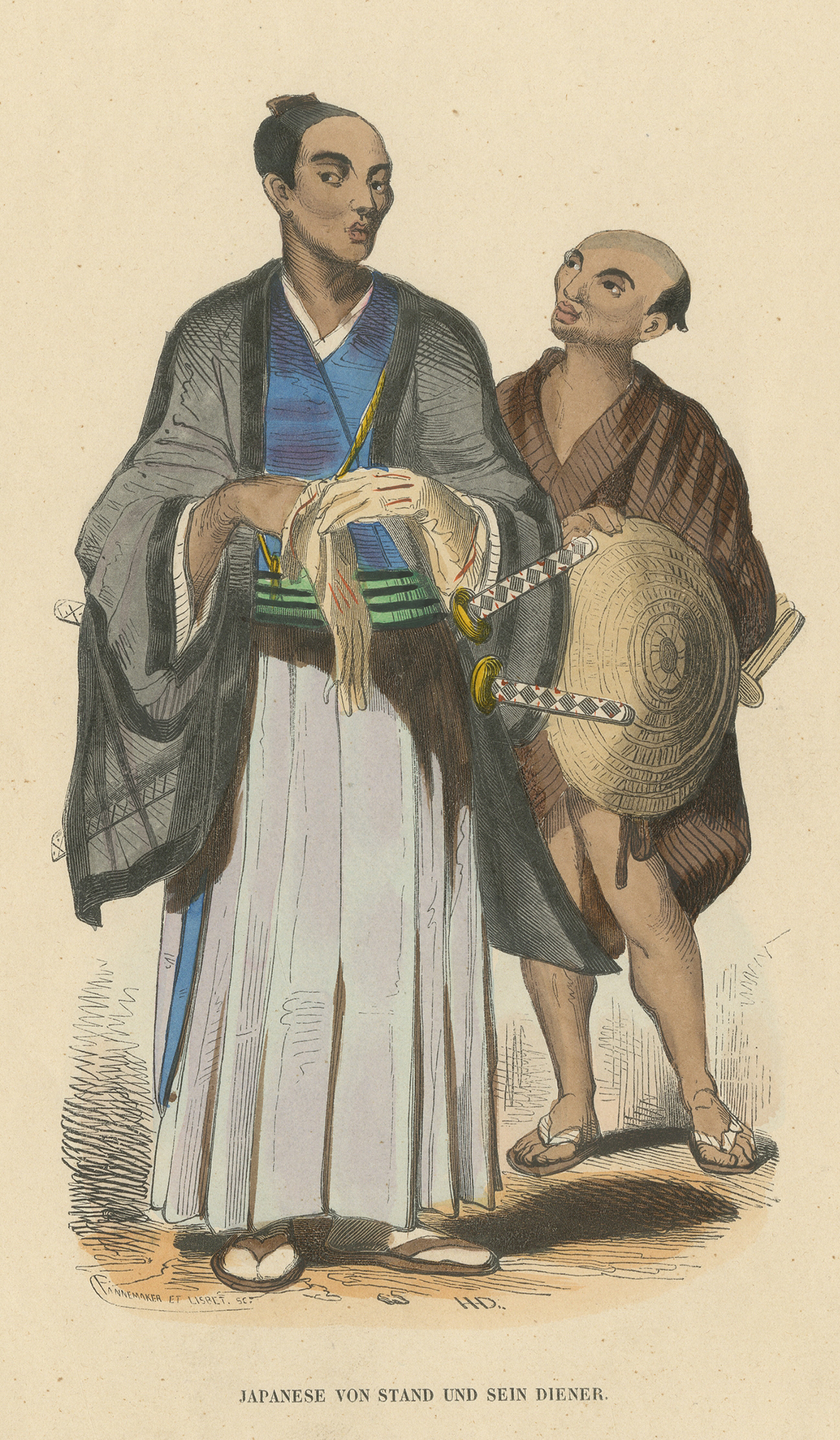
ساموراي ياباني (شخص ذو أهمية) مع خادم.

في تاريخ اليابان، كانت الطبقات الاجتماعية قائمة على المكانة الموروثة بدلاً من الجدارة الشخصية، وكانت جامدة وذات صبغة رسمية عالية في نظام يدعى mibunsei (身分 制). في الأعلى كان الإمبراطور ونبلاء المحكمة (kuge)، جنبا إلى جنب مع Shōgun وdaimyō. وتحتهم، تم تقسيم السكان إلى أربع فئات: الساموراي والفلاحين والحرفيين والتجار. كان مسموحا فقط للسامرائي بحمل السلاح. وكان من حق الساموراي أن يقتل أي فلاح أو حرفي أو تاجر يظنه غير محترم. وكان التجار الفئة الدنيا لأنهم لم ينتجوا أي منتجات. تم تقسيم تلك الطبقات لتقسيمات أخرى، على سبيل المثال، وصفت الفلاحين باسم furiuri ، tanagari ، mizunomi-byakusho. وكما كان في أوروبا، فقد كانت الطبقات والطبقات الفرعية من نفس العرق والدين والثقافة.